# 스타우리코사우루스
스타우리코사우루스(Staurikosaurus)는 중생대 트라이아스기 후기, 오늘날의 브라질 부근에서 서식한 헤레라사우루스과에 속하는 육식 공룡이다. 에오랍토르(Eoraptor), 헤레라사우루스(Herrerasaurus)와 함께 초기 공룡이다. 학명은 '남십자(南十字, 영어:Crux) 도마뱀'이라는 의미를 가지고 있다. 화석은 1970년 브라질 남부에서 발견되었는데, 당시 남반구에서 발견된 공룡이 거의 없었기 때문에 남반구에서만 볼 수 있는 별자리인 '남십자자리(영어:Crux)'의 이름에서 유래되어 학명이 지어졌다. 전체 몸 길이는 약 2.1m, 높이는 80cm, 체중은 30kg 정도 되었을 것으로 추정된다.